# Bergpark Eppstein

Haupthaus Villa Anna im Bergpark Eppstein

Der Bergpark Villa Anna (auch Neufville-Anlage) liegt auf dem Jähenberg oberhalb des Bahnhofs der hessischen Stadt Eppstein im Taunus. Das etwa zehn Hektar große Gelände in der landschaftlich reizvollen Nassauer Schweiz im Vordertaunus beeindruckt durch exotische Bäume und interessante Gebäude. Als Bergpark werden in Hessen zwei Parks bezeichnet, der andere ist der Bergpark Wilhelmshöhe in Kassel.

## Geschichte
Der Frankfurter Bankier Alfred von Neufville (1856–1900), Vorstand und Teilhaber des Bankhauses D. & J. de Neufville, wollte in der zweiten Hälfte des 19. Jahrhunderts einen Sommersitz errichten. Auch aus gesundheitlichen Gründen bot sich dafür ein Ort im Taunus an. Von Neufville kaufte zehn Hektar auf dem Jähenberg am Rande der Stadt Eppstein im Taunus und ließ ab etwa 1884 mehrere Gebäude im Stil der Zeit errichten. Das Haupthaus nannte er Villa Anna nach seiner Frau Anna, geborene Mumm von Schwarzenstein (* 1860), Tochter des ersten Frankfurter Oberbürgermeister Daniel Heinrich Mumm von Schwarzenstein.

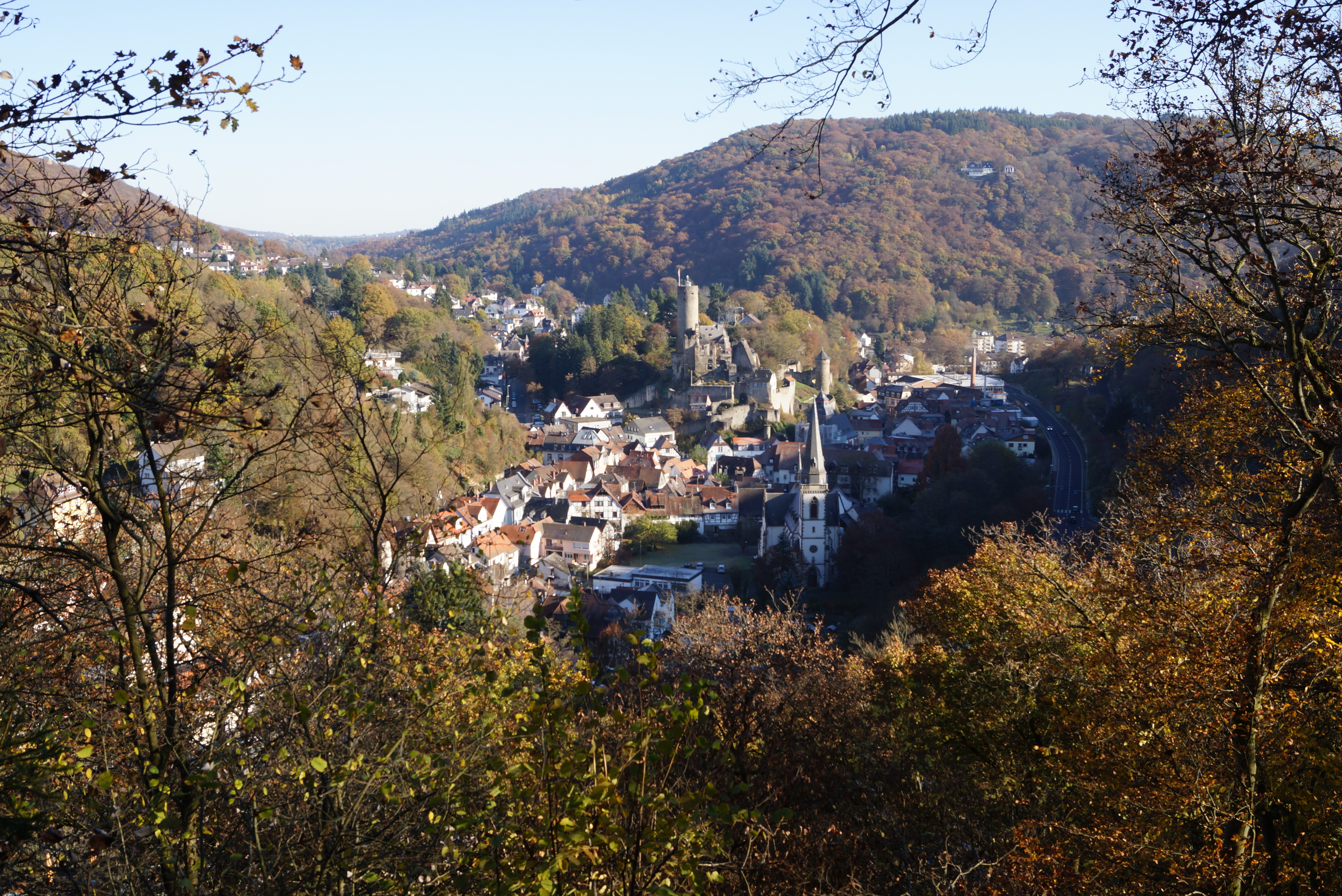
Aussicht vom Jähenberg auf Stadt und Burg Eppstein – im Hintergrund der Kaisertempel am Staufenhang (2016)

Um aus dem steil abfallenden Wald-, Wiesen- und Ackergelände einen Park gestalten zu lassen, suchte er einen Gartenarchitekten. Bekannte Gartengestalter waren zu dieser Zeit in Frankfurt vor allem Heinrich Siesmayer (Schöpfer des Palmengartens) und Andreas Weber (Schöpfer der Gartenanlagen des Frankfurter Zoos und des Nizza am Main). Von Neufville gab Andreas Weber den Auftrag. Weber entwarf Blickachsen, ließ Wege anlegen sowie exotische Bäume und Sträucher pflanzen.
Alfred und Anna von Neufville hatten zwei Töchter, Clara und Hilda, und wurden nicht sehr alt. Ihre Erben verkauften 1933 ein Drittel des Geländes an die Stadt Eppstein, zwei Drittel an die Evangelische Kirche in Hessen und Nassau. Die Evangelische Frauenhilfe betrieb hier ein Müttererholungsheim. 1981 verkaufte die Evangelische Kirche ihren Teil an die Jugendberatung und Jugendhilfe Frankfurt. Dieser Verein betreibt darin die Stationäre Jugendhilfe Villa Anna.
Seit 2003 steht der Bergpark unter Denkmalschutz, seine Wege und Gehölze ebenso wie seine Architektur.

## Bäume und Sträucher
Im Eppsteiner Bergpark Villa Anna wachsen rund 150 bemerkenswerte Nadelbäume und etwa 75 außergewöhnliche Laubbäume. Darunter sind über vierzig Meter hohe Douglasien, Mammutbäume, baumhohe Rhododendren und eine starke japanische Sichelfichte.
Im Sommer 2008 untersuchte der Forstdirektor a. D. Hubert Rößner den Baumbestand. Die ältesten Bäume sind älter als der eigentliche Park, eine etwa 150-jährige Stieleiche und zwei gleichaltrige Rotbuchen. Die vom Landschaftsarchitekten Andreas Weber gepflanzten Bäume sind über 130 Jahre alt. Das stärkste Exemplar ist ein Mammutbaum mit inzwischen über 480 Zentimetern Stammumfang. Etwas geringer sind eine Roteiche (450 Zentimeter), ein weiterer Mammutbaum (400 Zentimeter) und eine Rotbuche (360 Zentimeter Umfang). Die höchsten Bäume sind drei Douglasien mit 44, 43 und 41 Metern. Fast ebenso hoch sind zwei Mammutbäume (40 und 39 Meter).

## Gebäude
Welche Architekten Alfred von Neufville für die Gebäude beauftragt hatte, ist nicht bekannt. In der großen Parkanlage entstanden mehrere Häuser im Landhausstil mit Zierfachwerk. Das Hauptgebäude Villa Anna ist über einen aufwendigen Brückengang auf verzierten Säulen verbunden mit dem benachbarten Kavaliershaus für Gäste. Unterhalb des Herrenhauses am heraufführenden Hohlweg liegt das Kutscherhaus, ein Backsteinbau mit Fachwerkelementen und Verzierungen, früher mit Dachreiter und Turmuhr.
Die nach Neufvilles Frau benannte Villa Anna wurde um 1890 erbaut. Das malerische Gebäude auf hohem Sockelgeschoss mit über Eck vorgestelltem Erker-Türmchen hat Zierfachwerk im Obergeschoss und ein Krüppelwalmdach mit Schwebegiebel. Neben Jugendstilfenstern sind im Inneren Holzdecken, Holztäfelungen und Türen mit Schnitzwerk erhalten.

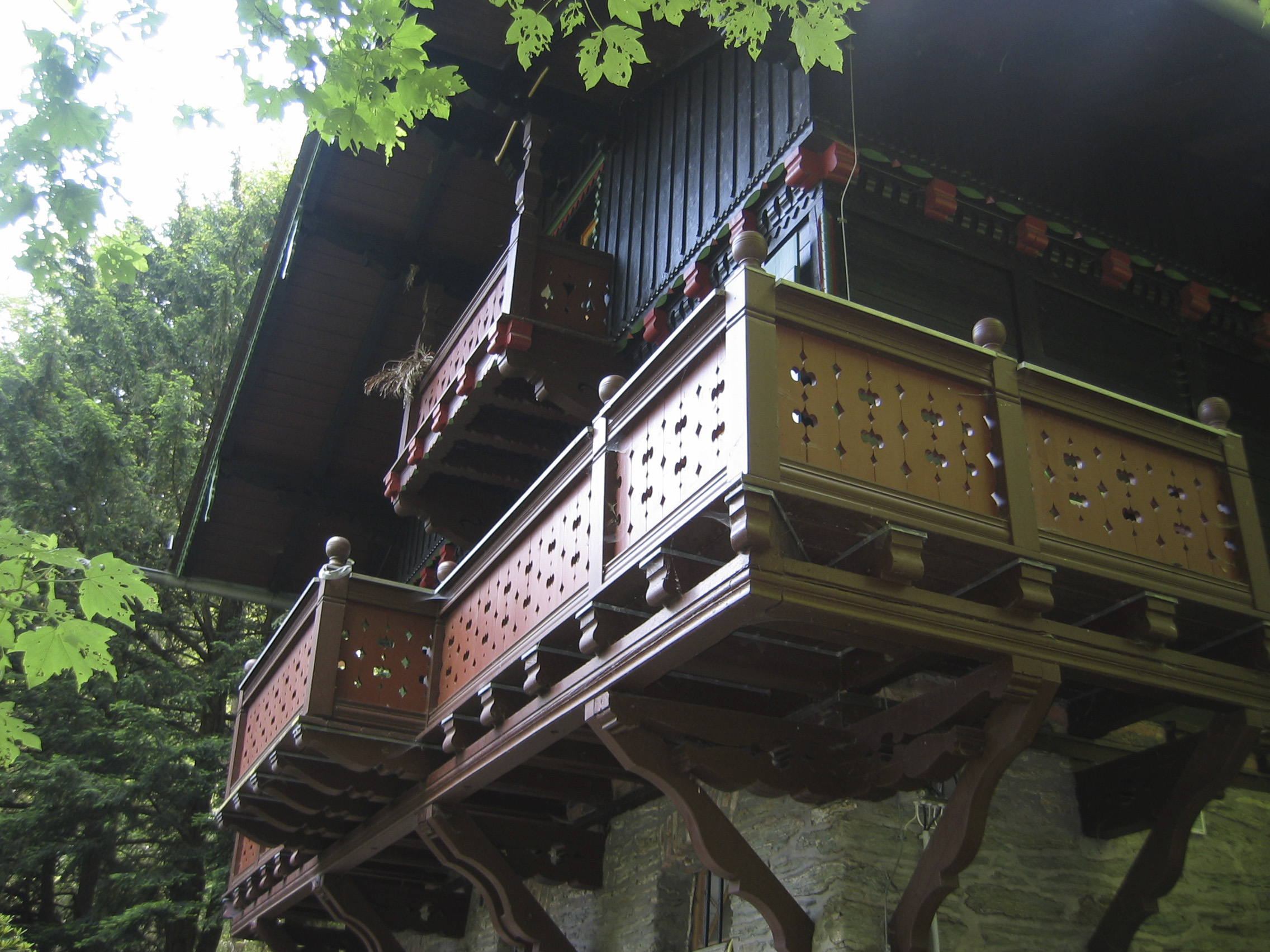
Das Schweizer Haus im Bergpark Eppstein

Weiter oben am Hang wurde in charakteristischer Gestaltung mit weit auskragendem flachem Satteldach das Schweizer Haus erstellt, das über dem Bruchstein-Sockelgeschoss einen Umgang und Balkone mit reich verzierten Brüstungen hat. Das Schweizerhaus spielt auch an auf die Nassauische Schweiz, wie das Gebiet um Eppstein und das Lorsbachtal wegen seiner steilen Hänge und anstehenden Felsformationen (Martinswand beim Kaisertempel, Walterstein) genannt wird.
Ein blockhausartiges Gartenhaus und das mit glasierten Ziegeln gedeckte Taubenhaus sind noch erhalten. Die vormalige Meierei wurde nach einem Brand 1945 vereinfacht wieder aufgebaut und gehört heute nicht mehr zum Park.
Weiterhin entstand eine kleine künstliche Kapellenruine sowie als besondere Attraktion am benachbarten Hang in gewisser Entfernung der Neufvilleturm.

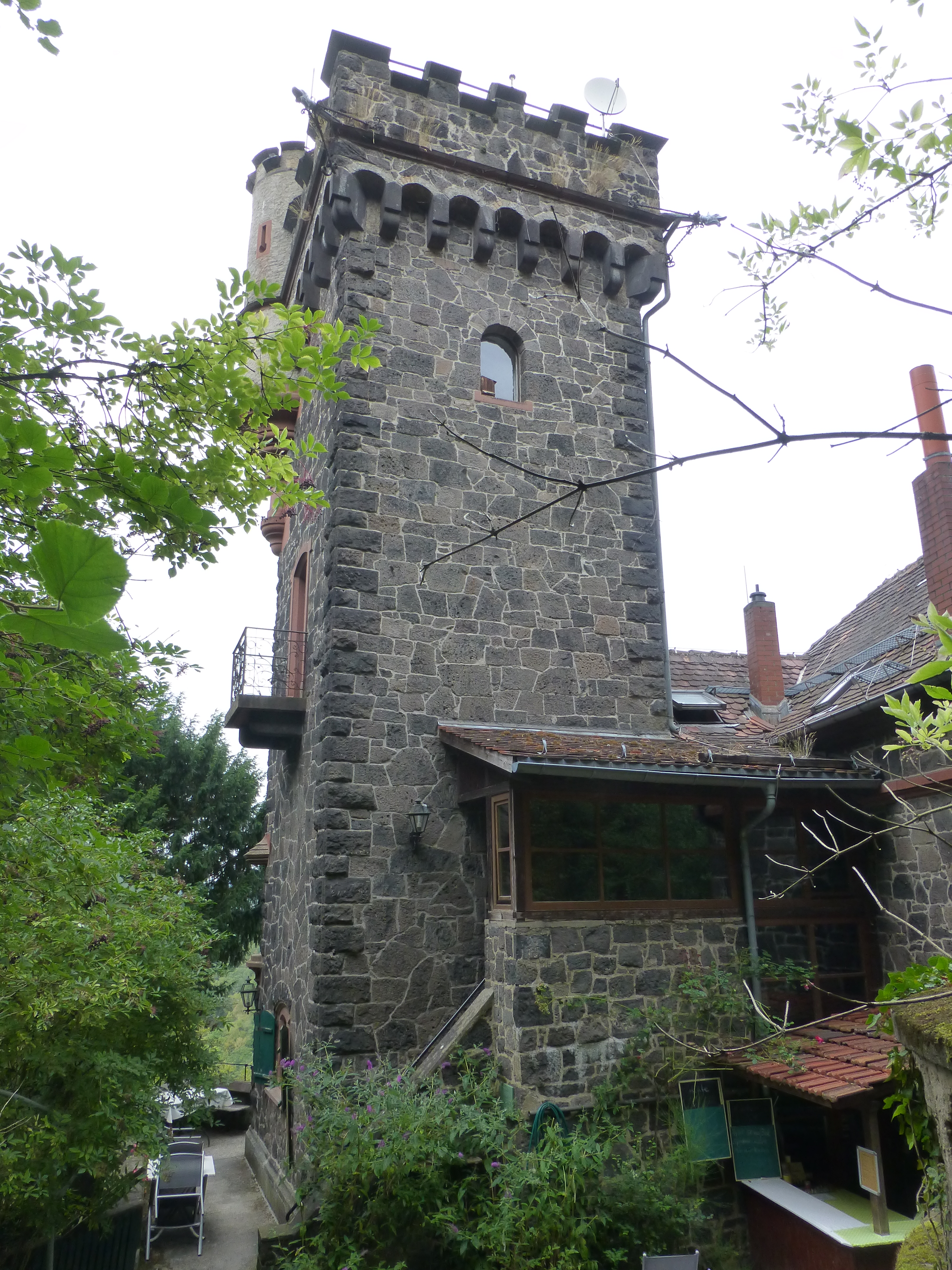
Neufvilleturm von Süden (2015)

Der 1894 errichtete Neufvilleturm ist ein gotisierender Turmbau mit Runderker im Zinnenbereich und Wappen über dem Eingang; hier war die Jagd- und Kunstsammlung des Hausherrn untergebracht. Der Überlieferung nach soll es sich um einen translozierten mittelalterlichen Turm aus dem Elsass handeln, dem ein Saalbau aus Eifeler Lavabasalt als rechteckiger Baukörper mit Risalit und Walmdach angegliedert wurde. Der mit einer Kassettendecke aus Eichenholz, Holztäfelung, Eichentüren mit Intarsien sowie neugotischen Glasfenstern mit Ahnenfiguren reich ausgestattete Saalbau war bis 2016 bewohnt. Lange Jahre war der Turm im Sommer an Wochenenden und Feiertagen als Aussichtsturm zugänglich und zeitweise bewirtet.
Heute fehlen die Nischenfiguren am Außenbau, desgleichen die Brücke über den nachgebildeten Burggraben. Das eingewachsene Gelände mit dem Turm entwickelte sich zu einem Lost Place und zieht sogenannte Urban Explorer an. Auf Initiative des Verschönerungsvereins Eppstein e. V. und der Stadt Eppstein soll der Neufvilleturm saniert und hierfür eine Stiftung gegründet werden (Stand 2019).

## Förderkreis Bergpark Villa Anna e.V.

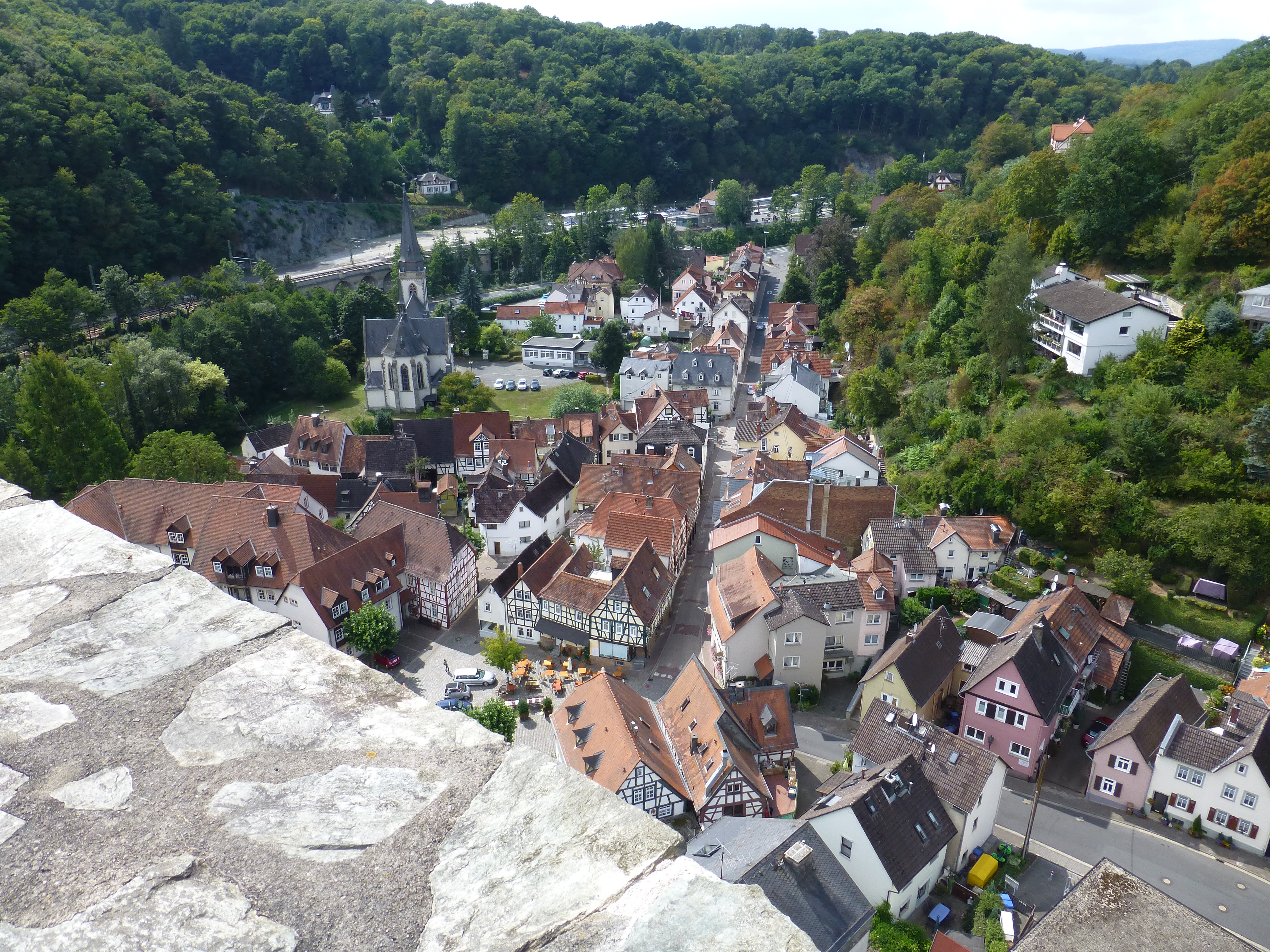
Blick von der Burg Eppstein nach Westen zum Bahnhof – über der Kirche Gebäude im Bergpark, Kutscherhaus unten

Der Bergpark ist heute zugewachsen, die alten Bäume und Sträucher sind noch vorhanden. Der 2004 gegründete Förderkreis Bergpark Villa Anna e. V. möchte den Bergpark beleben.
Zunächst sollen einige ursprüngliche Sichtachsen im Parkgelände wiederhergestellt, ein Rundweg beschildert und ein Faltblatt dazu angefertigt werden. Außerdem sollen die Restaurierungsarbeiten am Taubenhaus abgeschlossen werden. Ziel ist es, den Park mit seinen Gehölzen und seiner Architektur im Stil um 1900 als naturkundliche und kulturhistorische Attraktion zu etablieren. Der Förderkreis unternimmt Führungen im Bergpark.
Im Mai 2014 hat sich der Förderkreis Bergpark Villa Anna e. V. aufgelöst. Die Aufgaben um den Erhalt und die Pflege der Wanderwege im Bergpark werden vom Verschönerungsverein Eppstein e. V. übernommen.